# Claude Despins
Claude Despins est un acteur québécois.

## Biographie
Claude Despins est né à Trois-Rivières, ville de la Mauricie.  Il est le frère aîné de Johane Despins qui est animatrice à Radio-Canada.
Il est également le conjoint de la comédienne Fanny Mallette avec laquelle il a trois fils : Louis, Gaspard, et Joseph.

## Filmographie
- 1997 : Lapoisse et Jobard (série télévisée)
- 1998 : Le Lépidoptère : Otto Grüber
- 2000 : L'Ombre de l'épervier II (série télévisée) : Ti-Piouke
- 2000 : Dans une galaxie près de chez vous : (série télévisée): Jedi de l'ombre
- 2001 : Mon meilleur ennemi (série télévisée) : Alex
- 2001 : Fred-dy (série télévisée) : Pierre 'ice' Corbeau
- 2001 : The Score : Albert
- 2001 : Mariages : Maurice
- 2002 : Asbestos : François Gauthier
- 2002 : Le Nèg' : Jacques Plante
- 2003 : L'Odyssée (TV)
- 2001 : Fortier (série télévisée) : Agent Fortin (2003)
- 2005 : Horloge biologique : Richard
- 2005 : Familia : Scott
- 2007-2015 : Toc toc toc  (série télévisée jeunesse) : Azim
- 2007 : Dans une galaxie près de chez vous 2 : Spectre
- 2009 : 1981 de Ricardo Trogi : le père d'Anne
- 2009 : Aveux : Michel Doyon
- 2011 : Funkytown de Daniel Roby : avocat de Gilles
- 2011 : Le Bonheur des autres de Jean-Phillipe Pearson : médecin
- 2012 : Un sur 2 (série télévisée) : Jean-François Marchand
- 2013 : Roche papier ciseaux de Yan Lanouette Turgeon : le prêtre
- 2014 : Tu dors Nicole de Stéphane Lafleur : un automobiliste
- 2016 : Les Pays d'en haut (série télévisée) : Jos Malterre
- 2016 : District 31 (série télévisée) : Serge Chartrand
- 2018 : L'Amour de Marc Bisaillon : Laurent Maher
- 2020 : La Maison-Bleue : Gilbert Boudreau